# Armadillo Run
Armadillo Run est un jeu vidéo de puzzle développé par Peter Stock, sorti en 2006 sur Windows.

## Accueil
Armadillo Run a été nommé à l'Independent Games Festival 2007 pour le Grand prix Seumas-McNally et Prix de l'innovation en Game design.